# Nguyễn Lạc Hồng
Nguyễn Lạc Hồng (sinh 1962) là một sĩ quan cấp cao trong Quân đội nhân dân Việt Nam, hàm Thiếu tướng, Giáo sư Tiến sĩ ngành Cơ khí, Nhà giáo nhân dân, hiện giữ chức vụ Phó Giám đốc Học viện Kỹ thuật Quân sự.

## Thân thế sự nghiệp
Năm 1998, bảo vệ thành công luận án Tiến sĩ và được bổ nhiệm làm Chủ nhiệm Bộ môn Vũ khí, Khoa Vũ khí, Học viện Kỹ thuật Quân sự.
Từ năm 1998, lần lượt giữ các chức vụ Phó chủ nhiệm, rồi Chủ nhiệm Khoa Vũ khí; Trưởng phòng Sau đại học của Học viện Kỹ thuật Quân sự.
Năm 2011, được bổ nhiệm giữ chức vụ Phó Cục trưởng Cục Kỹ thuật Quân khu 4.
Năm 2012, được bổ nhiệm giữ chức vụ Phó Giám đốc Học viện Kỹ thuật Quân sự.
Tiến sĩ (1998), Phó Giáo sư (2004), Nhà giáo ưu tú (2008)., Giáo sư (2015)
Thiếu tướng (2015).
Năm 2020: Đạt danh hiệu Nhà giáo nhân dân. Hệ thống nhà trường quân đội, trong năm 2020, có 2 Nhà giáo Nhân dân đã được Chủ tịch nước ký Quyết định phong tặng danh hiệu cao quý, đều thuộc Học viện Kỹ thuật quân sự, đó là Trung tướng, Giám đốc Học viện Nguyễn Công Định và Thiếu tướng, Phó Giám đốc Học viện Nguyễn Lạc Hồng.